# Falotoxiny

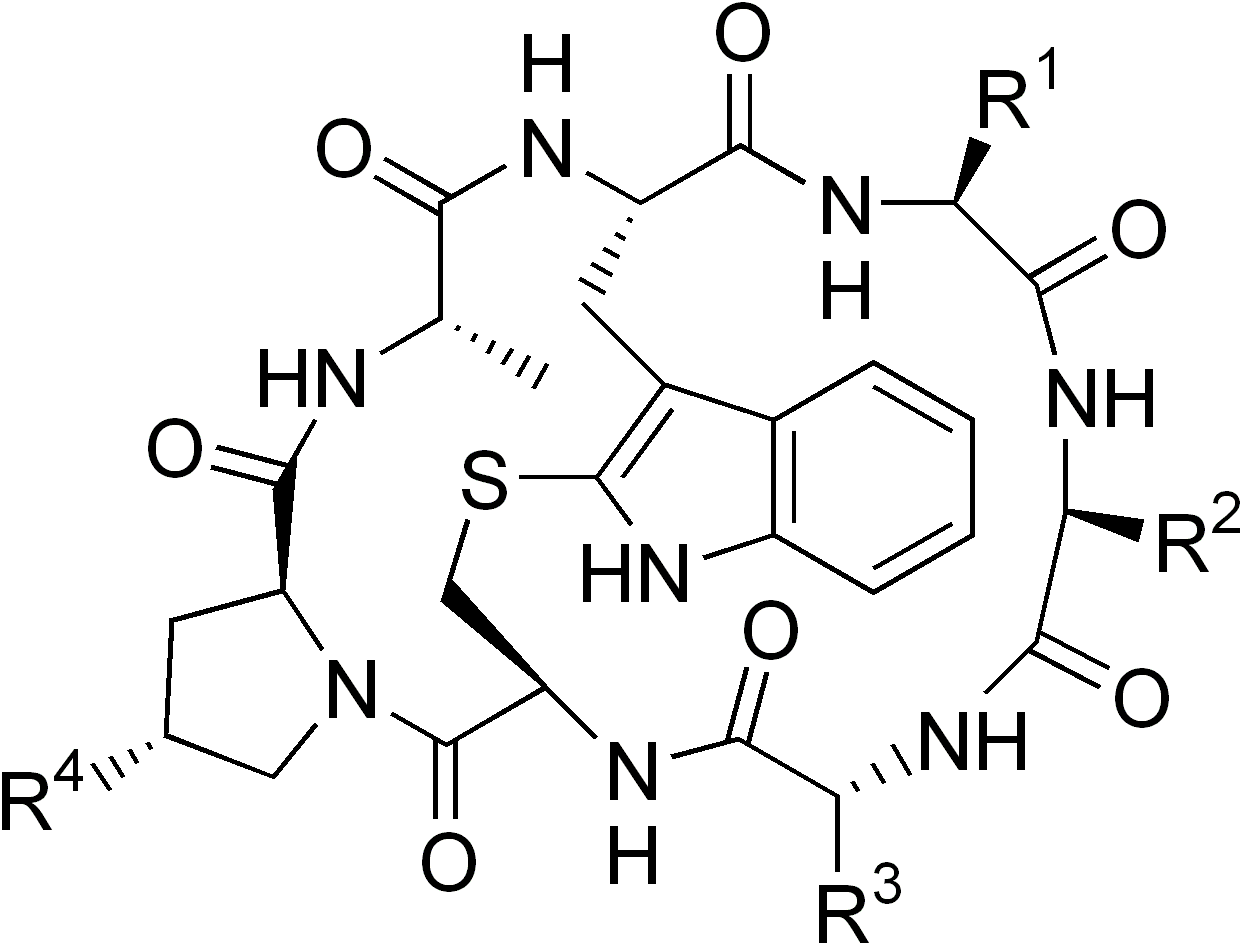
Strukturní vzorec

Falotoxiny psáno též phallotoxiny představují skupinu hepatotoxických bicyklických heptapeptidických toxinů, které se vyskytují hlavně v houbách čeledě muchomůrkovitých, zejména pak v muchomůrce zelené, muchomůrce bílé a muchomůrce jízlivé a některých druhů rodu čepičatka z čeledi slzečníkovitých.

## Chemické vlastnosti
Po chemické stránce jsou všechny tvořeny sedmi aminokyselinami, vytvářejícími uzavřený cyklický skelet, přemostěný sulfidovou vazbou. Tato struktura způsobuje mimořádnou odolnost této peptidické molekuly zejména vůči teplu (rozkládají se až při teplotách nad 250 °C). Také jsou odolné vůči kyselinám a středně odolávají i trávicím enzymům, ale méně, než podobné amatoxiny. Jsou rozpustné ve vodě, metanolu a etanolu.
Dělí se na dvě skupiny: falotoxiny neutrální, které obsahují v molekule zabudovanou aminokyselinu D-threonin, a falotoxiny kyselé, které obsahují kyselinu β-hydroxyjantarovou.

## Fyziologické vlastnosti
Falotoxiny se hromadí pouze v jaterních buňkách (hepatocytech). Pro jiné buňky v organizmu nejsou toxické. Hepatocyty ničí tím, že porušují rovnováhu mezi G-aktinem a F-aktinem ve prospěch F-aktinu. V důsledku toho se změní rovnováha na buněčné membráně, která se pak snadno poruší i při velmi malých gradientech osmotického tlaku. Následně ztrácí jaterní buňky draslíkové ionty a cytoplasmatické enzymy a v důsledku toho dochází k vyčerpání ATP a zásobního glykogenu, což nakonec vede k úplnému selháni jater.
Přes jejich částečné odbourání v trávicím traktu vyvolávají během jedné až dvou hodin po požití uvedených jedovatých druhů hub málo specifické žaludeční a střevní potíže (nevolnost, zvracení, průjem), které jsou prvotními příznaky otravy houbami. Tyto potíže během několika hodin většinou odeznívají, na rozdíl od pomalu, až po desítky hodin nastupujícího působení amatoxinů. Pokud se však přesto falotoxiny dostanou do krevního oběhu, velká část toxinů se váže s albuminem, což zdesetinásobuje jejich toxicitu.
Zjišťování toxicity falotoxinů se provádělo na myších, kterým však byly tyto látky podávány podkožně. Přitom byla zjištěna střední smrtelná dávka (LD50) přibližně 2 mg/kg, tedy zhruba desetkrát vyšší, než u kyanidu draselného. Proto byla role falotoxinů při otravách houbami v minulosti přeceňována. Později bylo zjištěno, že při podání v potravě byly prakticky neúčinné.

## Přehled falotoxinů
Dosud bylo izolováno osm biologicky aktivních falotoxinů. Jejich přehled je v následující tabulce.
| Název     | R1   | R2       | R3            | R4 |
| --------- | ---- | -------- | ------------- | -- |
| Faloidin  | CH3  | CH3      | CH3C(OH)CH2OH | OH |
| Falisin   | CH3  | CH3      | C(OH)(CH2OH)2 | OH |
| Falisacin | COOH | CH(CH3)2 | C(OH)(CH2OH)2 | OH |
| Falacin   | COOH | CH(CH3)2 | CH3CHCH2OH    | OH |
| Falacidin | COOH | CH(CH3)2 | CH3C(OH)CH2OH | OH |
| Falin B   | CH3  | CH2Ph    | C(OH)(CH3)2   | H  |
| Faloin    | CH3  | CH3      | C(OH)(CH3)2   | OH |
| Profaloin | CH3  | CH3      | C(OH)(CH3)2   | H  |

Poznámka: Části vzorců uvedené u jednotlivých sloučenin ve sloupcích R1 až R4 nahradí příslušné symboly ve strukturním vzorci vpravo nahoře. Symbol Ph označuje fenylovou skupinu (C6H5).